# خانه جیمز هنری
خانه جیمز هنری (انگلیسی: James Henry House) یک خانه تاریخی در سن پترزبورگ، فلوریدا، ایالات متحده آمریکا است که ثبت ملی اماکن تاریخی شده است.